# Stephania
Classification phylogénétique
Stephania est un genre de plantes à fleurs de la famille des Menispermaceae, originaire d'Asie de l'Est et du Sud et d'Australie. Ce sont des vignes herbacées vivaces, atteignant environ quatre mètres de haut, avec un gros tubercule. Les feuilles sont disposées en spirale sur la tige et sont peltées, avec le pétiole attaché près du centre de la feuille. Le nom Stéphanie vient du grec « une couronne ». Cela fait référence aux anthères disposées en forme de couronne.
Une espèce, S. tetrandra, fait partie des 50 herbes fondamentales utilisées dans la médecine traditionnelle chinoise, où elle est appelée han fang ji (漢防己, « fang ji chinois »). D'autres plantes nommées fang ji lui sont parfois substituées. D'autres variétés remplacées comprennent Cocculus thunbergii, C. trulobus, Aristolochia fangchi, Stephania tetrandria et Sinomenium acutum . Parmi celles-ci, on peut citer guang fang ji (廣防己, "(GuangDong, GuangXi) fang ji", Aristolochia fangchi . En raison de sa toxicité, il n’est utilisé en MTC qu’avec une grande prudence.

## Espèces sélectionnées
Il existe environ 45 espèces dans le genre Stephania, originaires d'Extrême-Orient et d'Australasie. Les espèces comprennent :
| - Stephania abyssinica (Quart.-Dill. & A.Rich.) Walp. - Stephania aculeata FM Bailey - Stephania bancroftii FM Bailey - Stephania brevipes Craib - Stephania capitata (Blume) Spreng. - Stéphania cephalantha Hayata - Stephania corymbosa (Blume) Walp. - Stephania Crebra Forman - Stephania elegans Hook.f. & Thompson - Stephania glabra (Roxb.) Miers - Stephania glandulifera Miers - Stéphania gracilenta Miers - Stephania hernandiifolia (Willd.) Walp. - Stephania hispidula (Yamamoto) Yamamoto - Stephania japonica (Thunb.) Miers | - Stephania Kaweesakii Jenjitt. & Ruchis - Stéphania Longa Lour. - espèce type - Stephania merrillii Diels - Stephania oblata Craib - Stephania papillosa Craib - Stephania pierrei Diels - Stephania reticulata Forman - Stéphanie rotonde Lour. - Stephania sinica Diels - Stephania suberosa LLForman - Stephania subpeltata HSLo - Stephania tetrandra S. Moore - Stéphania Tomentella Forman - Stéphania tuberosa Forman - Stephania venosa (Blume) Spreng. |

Espèces fossiles
- Stephania paléosudaméricaine Herrera et al.

Synonymes
- Stephania erecta Craib (syn. Stephania pierrei Diels )[4]

## Toxicité

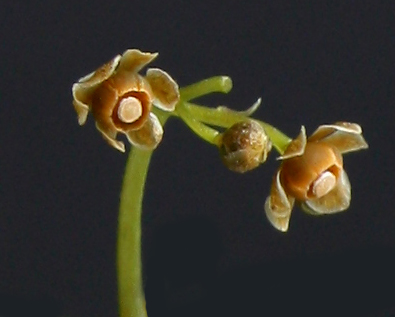
Fleurs femelles de Stephania Delavayi

Il existe des preuves que certaines espèces de Stephania sont toxiques. Cependant, l'espèce la plus couramment disponible aux États-Unis, Stephania tetrandra, ne s'est pas révélée toxique. Toute confusion concernant la toxicité possible de Stephania tetrandra était entièrement due à un envoi accidentel d'Aristolochia fangchi envoyée à sa place dans une clinique belge en 1993. Le lot erratique d’Aristolochia a ensuite été confirmé par analyse phytochimique.

## Chimie
Enquête chimique sur Stephania rotunda Lour. la croissance au Vietnam en 2005 a conduit à l'isolement et à l'élucidation structurale de trois nouveaux alcaloïdes, la 5-hydroxy-6,7-diméthoxy-3,4-dihydroisoquinolin-1(2 H )-one, la thaicanine 4-O-beta-D-glucoside, ainsi que le (−)-thaicanine N-oxyde (4-hydroxycorynoxidine), ainsi que 23 alcaloïdes connus.